# 道の駅足柄・金太郎のふるさと
道の駅足柄・金太郎のふるさと（みちのえき あしがら・きんたろうのふるさと）は、神奈川県南足柄市竹松にある市道塚原・班目線の道の駅である。

## 概要
神奈川県で4番目の道の駅として、2020年（令和2年）6月26日に開駅した。
当初は同年4月24日に開駅を予定していたが、新型コロナウイルス感染症の感染拡大の影響（コロナ禍）に伴い開駅を約2か月間延期した。

## 施設
- 駐車場 - 開駅当初は75台となっていたが[6][7]、来場者が予想を超え混雑が続き、南足柄市は混雑緩和のため駐車場を増設した[9]。
  - 普通車：95台（開駅当初は65台[6]）[8]
  - 大型車：8台[8]
  - 身障者用：2台[8]
- トイレ 24器
- 農産物直売所（9:00 - 17:00）[1][2][8]
- ふるさとゴハン⾷堂（レストラン、10:00 - 17:00）[1][2][8]

### 管理団体
- 設置者：南足柄市
- 指定管理者：株式会社TTC[1]

## 休館日
- 年中無休[1][8]

## アクセス
- 市道塚原・班目線 - 登録路線

自動車
- E1 東名高速道路 大井松田ICより約10分。
- 伊豆箱根鉄道大雄山線 大雄山駅より約4分（徒歩の場合は約20分）。